# Mesobatrachia
Mesobatrachia – jeden z podrzędów płazów bezogonowych, wyróżniany w nowszych systemach klasyfikacyjnych. Mesobatrachia to duża grupa, wydzielona stosunkowo niedawno, obejmująca 6 rodzin, 21 rodzajów i 171 gatunków. Wprawdzie jest to grupa znacznie mniejsza niż podrząd Neobatrachia (4,5 tys. gatunków). Nazwa, wykorzystująca przedrostek "meso-" (pomiędzy) sugeruje, że do tego podrzędu zaliczają się płazy stojące ewolucyjnie niejako pomiędzy podrzędem Archaeobatrachia i Neobatrachia. W innych systemach klasyfikacji podrząd Mesobatrachia jest dzielony na dwa podrzędy: Pelobatoidea i Pipoidea.
W podrzędzie Mesobatrachia wyróżnia się następujące rodziny:
- Megophryidae
- Pelobatidae – grzebiuszkowate
- Pelodytidae – nurzańcowate
- Pipidae – grzbietorodowate
- Rhinophrynidae – nosatkowate
- Scaphiopodidae